# Надеждин, Пётр Филиппович
Пётр Филиппович Надеждин (2 апреля 1921, Новотроицкое — 26 апреля 1944, Крымская АССР) — советский лётчик штурмовой авиации в годы Великой Отечественной войны, Герой Советского Союза (19.08.1944, посмертно). Лейтенант.

## Биография
Пётр Надеждин родился 2 апреля 1921 года в селе Новотроицкое (ныне — Карабалыкский район Костанайской области Казахстана). Окончил семь классов школы и два курса Магнитогорской фельдшерско-акушерской школы. В 1940 году был призван на службу в Рабоче-крестьянскую Красную Армию. В 1942 году окончил Чкаловское военное авиационное училище лётчиков, с июня того же года — на фронтах Великой Отечественной войны.
К концу апреля 1944 года лейтенант Пётр Надеждин командовал звеном 807-го штурмового авиаполка 206-й штурмовой авиадивизии 7-го штурмового авиакорпуса 8-й воздушной армии 4-го Украинского фронта. К тому времени он совершил 107 боевых вылетов на штурмовку скоплений боевой техники и живой силы противника, нанеся ему большие потери. 26 апреля 1944 года во время боевого вылета в районе Севастополя самолёт Надеждина был подбит. Лётчик направил горящую машину на скопление вражеской техники, погибнув при взрыве.
Указом Президиума Верховного Совета СССР от 19 августа 1944 года за «образцовое выполнение боевых заданий командования на фронте борьбы с немецкими захватчиками и проявленные при этом отвагу и геройство» лейтенанту Петру Филипповичу Надеждину посмертно присвоено звание Героя Советского Союза.
Также был награждён орденом Ленина (19.08.1944, посмертно), двумя орденами Красного Знамени (17.08.1943, 23.02.1944), орденом Отечественной войны 2-й степени (19.12.1942) и медалью «За оборону Сталинграда».
В честь П. Ф. Надеждина названы улица и медицинский колледж в Магнитогорске.